# Kleemühle
Kleemühle (en luxembourgeois : Kléimillen ) est une localité de la commune luxembourgeoise de Weiswampach située dans le canton de Clervaux.